# Love Goes
Love Goes è il terzo album in studio del cantautore britannico Sam Smith, pubblicato il 30 ottobre 2020 dalla Capitol Records.
Originariamente previsto con il titolo To Die For e la cui uscita era prevista per il 1° maggio 2020, ma che è stata ritardata a causa della pandemia di COVID-19, l'album è stato promosso dai singoli My Oasis e Diamonds.
Love Goes ha esordito tra le prime dieci posizioni di diverse classifiche ufficiali, tra cui Australia, Canada, Irlanda, Nuova Zelanda e Svizzera. Nel Regno Unito ha esordito al numero due, diventando il primo album di Smith a non raggiungere la vetta della Official Albums Chart, mentre ha raggiunto la quinta posizione della Billboard 200 statunitense, vendendo oltre 4,5 milioni di copie in tutto il mondo.

## Antefatti e cambio del titolo
Successivamente alla pubblicazione di The Thrill of It All, tra il 2018 e il 2019 Smith ha pubblicato diversi singoli e collaborazioni, tra cui in Promises con Calvin Harris, Dancing with a Stranger con Normani e I'm Ready con Demi Lovato. In un'intervista rilasciata al Zach Sang Show nell'ottobre del 2019, Smith ha confermato che il loro terzo album sarebbe stato pubblicato nel 2020, caratterizzato da «meno ballate e molti più brani pop», affermando che il successo dei singoli precedentemente pubblicati gli hanno permesso di «aver mostrato di recente un lato di me che normalmente tengo per me. Mi ha quasi dato il permesso di fare quello che ho sempre sognato di fare ma che ho sempre avuto paura di fare, cioè la musica pop».

Originariamente previsto con il titolo To Die For, l'album doveva essere pubblicato il 1º maggio 2020, ma è stato poi posticipato al 5 giugno 2020.  Alla fine di marzo, gli Smith hanno confermato di aver deciso di rimandare l'album a più tardi nel corso dell'anno a causa della pandemia pandemia di COVID-19, decidendo di rinominare l'album per rispetto delle vittime della pandemia:
L'album è stato pubblicato con il titolo Love Goes il 30 ottobre 2020.

## Descrizione
L'album, composto da undici brani, vede Smith autore di tutte le tracce con la partecipazione di numerosi autori e produttori, tra cui Stargate, Steve Mac, Ryan Tedder, Ilya Salmanzadeh, Shellback, e la collaborazione di Burna Boy e Labrinth. Smith ha raccontato il significato del progetto, nato dalla conclusione di una sua storia d'amore:
La versione delux dell'album presenta ke collaborazioni con Normani, Demi Lovato, Calvin Harris e Jessie Reyez pubblicate tra il 2018 e il 2019, oltre che ai singoli How Do You Sleep? e To Die For.

## Accoglienza
| Recensione           | Giudizio |
| -------------------- | -------- |
| AllMusic             |          |
| Clash                | 6/10     |
| NME                  |          |
| Pitchfork            | 6.1/10   |
| Rolling Stone        |          |
| The Guardian         |          |
| The Independent      |          |
| The Line of Best Fit | 7/10     |

Love Goes ha ottenuto recensioni generalmente positive da parte della critica specializzata. Su Metacritic, sito che assegna un punteggio normalizzato su 100 in base a critiche selezionate, l'album ha ottenuto un punteggio medio di 64 basato su tredici recensioni.
Scrivendo una recensione per il The New York Times, Jon Pareles è stato più favorevole, concentrandosi sulla voce di Smith, definendola «uno strumento prodigioso: un croon perlaceo e androgino, allo stesso tempo potente e indifeso». Soffermandosi sui collaboratori, Pareles ha affermato che «hanno costruito brani pop ordinatamente strutturati, immediatamente leggibili, che aprono riverberi di dimensioni arena e talvolta fanno cenno alla pista da ballo. Molte delle nuove canzoni di Smith suscitano anche una nuova forte emozione: il risentimento di un amante tradito» trovandovi «autocommiserazione». Katie Moulton di Consequence scrive che se nella prima parte dell'album, con influence nei testi ad Adele e Robyn, Smith propone brani «balla e disperati» i cui testi risultano «convincenti», riscontra che «il suono della produzione non ha lo stesso peso nel distinguere il lavoro di Smith dagli altri artisti pop mainstream», chiedendosi cosa farebbe la voce di Smith se «lavorasse con una produzione più inventiva o con suoni più impegnativi».

## Tracce
1. Young – 2:32 (Sam Smith, Steve Mac)
2. Diamonds – 3:32 (Sam Smtih, Oscar Görres, Johan Shellback Schuster,)
3. Another One – 3:07 (Sam Smith, Noonie Bao, Linus Wiklund, Guy Lawrence, Brendan Grieve)
4. My Oasis (feat. Burna Boy) – 2:59 (Sam Smtih, James Napier, Damini Ogulu, Ilya Salmanzadeh)
5. So Serious – 2:51 (Sam Smith, Noonie Bao, Linus Wiklund)
6. Dance (Til' You Love Someone Else) – 3:43 (Sam Smith, Amy Allen, Ben Ash, Two Inch Punch, Guy Lawrence)
7. For the Lover That I Lost – 2:56 (Sam Smith, James Napier, Mikkel S. Eriksen, Tor Hermansen, Stargate, Napes)
8. Breaking Hearts – 2:42 (Sam Smith, James Napier, Napes)
9. Forgive Myself – 3:39 (Sam Smith, James Napier, Mikkel S. Eriksen, Tor Hermansen, Napes, Stargate)
10. Love Goes (feat. Labrinth) – 4:44 (Smith, Timothy McKenzie,)
11. Kids Again – 3:27 (Sam Smith, Ryan Tedder, Ali Tamposi, Andrew Wotman, Louis Bell)

Tracce bonus nell'edizione deluxe
1. Dancing with a Stranger (feat. Normani) – 2:51
2. How Do You Sleep? – 3:22
3. To Die For – 3:13
4. I'm Ready (con Demi Lovato) – 3:20
5. Fire on Fire – 4:06
6. Promises (con Calvin Harris) – 3:35

Tracce bonus nell'edizioni Target e giapponese
1. Sober – 3:09 (Sam Smith, James Napier, Napes)
2. Laurel Canyon – 3:28 (Sam Smith, Tor Hermansen, Mikkel S. Eriksen, Tor Hermansen, Ilsey Juber, 
Stargate)

## Successo commerciale
Love Goes ha esordito alla quinta posizione della classifica statunitense Billboard 200, guadagnando 41000 unità equivalente ad album nella prima settimana, di cui 18000 copie come vendite di album fisici, e accumulando un totale di 29,66 milioni di streaming on-demand in quella settimana, divenendo il terzo album del cantante ad esordire tra le prime dieci posizioni. Nel Regno Unito Love Goes ha esordito alla seconda posizione della Official Albums Chart, fermato da Positions di Ariana Grande pubblicato nella stessa settimana. È diventato il primo album di Smith a non raggiungere la prima posizione in classifica britannica. Nel maggio 2021, Universal Music Group ha dichiarato che Love Goes ha raggiunto 4,5 milioni di unità globalmente.

## Classifiche

### Classifiche settimanali
| Classifica (2020) | Posizione massima |
| ----------------- | ----------------- |
| Australia         | 3                 |
| Austria           | 16                |
| Belgio (Fiandre)  | 5                 |
| Belgio (Vallonia) | 18                |
| Canada            | 3                 |
| Corea del Sud     | 85                |
| Croazia           | 2                 |
| Danimarca         | 12                |
| Finlandia         | 14                |
| Francia           | 29                |
| Germania          | 11                |
| Giappone          | 45                |
| Grecia            | 9                 |
| Islanda           | 16                |
| Irlanda           | 3                 |
| Italia            | 20                |
| Lituania          | 5                 |
| Norvegia          | 6                 |
| Nuova Zelanda     | 4                 |
| Paesi Bassi       | 6                 |
| Polonia           | 14                |
| Portogallo        | 14                |
| Regno Unito       | 2                 |
| Repubblica Ceca   | 59                |
| Slovacchia        | 41                |
| Spagna            | 13                |
| Stati Uniti       | 5                 |
| Svezia            | 12                |
| Svizzera          | 6                 |

### Classifiche di fine anno
| Classifica (2020) | Posizione |
| ----------------- | --------- |
| Regno Unito       | 59        |
| Classifica (2021) | Posizione |
| Australia         | 43        |
| Regno Unito       | 70        |
| Nuova Zelanda     | 37        |
| Spagna            | 94        |
| Stati Uniti       | 191       |